# Gene Geimer
Gene Geimer (Saint Louis, 31 gennaio 1949) è un allenatore di calcio ed ex calciatore statunitense, di ruolo attaccante.

## Carriera

### Club
Geimer si forma nella rappresentativa calcistica della Saint Louis University, istituto che lo inserirà nel proprio famedio per i suoi meriti sportivi nel 2004.
Contemporaneamente gioca anche nel St. Louis Kutis, squadra impegnata nei campionati del Missouri.
Nel 1971 viene ingaggiato dai St. Louis Stars, franchigia della North American Soccer League, restandovi fino al 1975. Suo miglior piazzamento in forza agli Stars fu il raggiungimento della finale nel torneo del 1972, giocata da titolare, ove con i suoi soccombette contro i N.Y. Cosmos.
Nella stagione 1975 raggiunse invece le semifinali del torneo, perse contro i Portland Timbers.
Nella stagione 1976 viene ingaggiato dai Boston Minutemen, che lascerà nel corso della stagione, ingaggiato dalla franchigia dell'Illinois del Chicago Sting, con cui raggiunge i quarti di finale, venendo eliminati dai futuri campioni del Toronto Metros-Croatia.
La stagione seguente, con gli Sting non riesce a superare la fase a gironi del torneo.
Chiude la carriera nei Indy Daredevils, ove nel 1979 ricoprirà anche l'incarico di allenatore.
Nel 2003 è stato inserito nel "St. Louis Soccer Hall of Fame".

### Nazionale
Rensing nel 1972 ha giocato quattro incontri nelle qualificazioni al campionato mondiale 1974 con la maglia statunitense.

## Statistiche

### Cronologia presenze e reti in Nazionale
| Cronologia completa delle presenze e delle reti in nazionale ― Stati Uniti | Cronologia completa delle presenze e delle reti in nazionale ― Stati Uniti | Cronologia completa delle presenze e delle reti in nazionale ― Stati Uniti | Cronologia completa delle presenze e delle reti in nazionale ― Stati Uniti | Cronologia completa delle presenze e delle reti in nazionale ― Stati Uniti | Cronologia completa delle presenze e delle reti in nazionale ― Stati Uniti | Cronologia completa delle presenze e delle reti in nazionale ― Stati Uniti | Cronologia completa delle presenze e delle reti in nazionale ― Stati Uniti |
| Data                                                                       | Città                                                                      | In casa                                                                    | Risultato                                                                  | Ospiti                                                                     | Competizione                                                               | Reti                                                                       | Note                                                                       |
| -------------------------------------------------------------------------- | -------------------------------------------------------------------------- | -------------------------------------------------------------------------- | -------------------------------------------------------------------------- | -------------------------------------------------------------------------- | -------------------------------------------------------------------------- | -------------------------------------------------------------------------- | -------------------------------------------------------------------------- |
| 20-8-1972                                                                  | Saint John's                                                               | Canada                                                                     | 3 – 2                                                                      | Stati Uniti                                                                | Qual. Mondiali 1974                                                        | -                                                                          |                                                                            |
| 29-8-1972                                                                  | Baltimora                                                                  | Stati Uniti                                                                | 2 – 2                                                                      | Canada                                                                     | Qual. Mondiali 1974                                                        | -                                                                          |                                                                            |
| 3-9-1972                                                                   | Città del Messico                                                          | Messico                                                                    | 3 – 1                                                                      | Stati Uniti                                                                | Qual. Mondiali 1974                                                        | -                                                                          |                                                                            |
| 10-9-1972                                                                  | Los Angeles                                                                | Stati Uniti                                                                | 1 – 2                                                                      | Messico                                                                    | Qual. Mondiali 1974                                                        | -                                                                          |                                                                            |
| 12-8-1973                                                                  | New Britain                                                                | Stati Uniti                                                                | 1 – 0                                                                      | Polonia                                                                    | Amichevole                                                                 | -                                                                          |                                                                            |
| 16-10-1973                                                                 | Città del Messico                                                          | Messico                                                                    | 2 – 0                                                                      | Stati Uniti                                                                | Amichevole                                                                 | -                                                                          | 68’                                                                        |
| Totale                                                                     |                                                                            | Presenze                                                                   | 6                                                                          |                                                                            | Reti                                                                       | 0                                                                          |                                                                            |